# Бангома
Бангома (*д/н — бл. 1806) — 24-й мвене-мутапа (володар) Мономотапи в 1785—1806 роках.

## Життєпис
Походив з династії Мбіре. Син мвене-мутапи Чангари Мупунзагуту. Посів трон 1785 року. Того ж року виступив проти Ганьямбадзі, що був фактично незалежним правителем в Чідімі. Той помер або загинув під час військової кампанії. В результаті усі східні володіння вдалося об'єднати. Проте державу в долині річки Данде підкорити забракло сил, а португальці не допомогли.
Зі значними труднощами вдавалося контролювати залежних вождів. 1788 року внаслідок їх нападів португальські купці перенесли ярмарок Зумбо на півострів Мукаріва, на західному березі річки Луангва.
Бангома доклав зусиль для приборкання напівнезалежних вождів та впливових аристократів. Це вдалося близько 1794 року. За цим португальці відновили ярмарок в Зумбо. Але 1804 року Мбурума, вождь народу люенге (на північ від річки Замбезі), знову атакував Зумбо, внаслідок чого португальці знову перемістили ярмарок на Мукаріву. Втім це позначилося на торгівлі золотом в Каранзі, наслідок чого зменшення прибутків мвене-мутапи.
1806 року повалений родичем мутуа, але того швидко здолав син Бангоми — Чуфомбо.